# Пристані (гурт)
Пристані (ex PIANO) — український гурт, учасниками якого є рідні брат та сестра: Богдан та Христина Головко. До 2021 року мав назву PIANO (читається як "ПІАНО"). 
Лідером та вокалісткою гурту є Христина Головко. Стилістика гурту неоднозначна й не вписується в межі єдиного музичного напрямку. Музика варіюється від арт-року до інді, також у ній присутні елементи фанку. Самі ж музиканти називають свій стиль - музикою вибухової тиші.
PIANO - музика вибухової тиші: український арт рок гурт, автори хітів Пристані, "Покатай мене по Україні", "Поговори зі мною". Лауреати американської премії The Akademia Music Awards. Під час живих виступів, у вокалістки гурту на руках проростають лінії-дерева, що є знаками та емоціями зіграних пісень[джерело?]. Альбом "Знаки" отримав нове більш якісне звучання, збільшилась широта жанрів та інструментів.

## Історія

### Формування і перші кроки колективу
Гурт створений в 2008 році Богданом Головком та Олегом Тимошиком у Львові. Хоча справжньою датою заснування музиканти вважають 9 листопада 2014 року, коли світ побачив перший дебютний ЕР-альбом "Пристані". 
В кінці 2012 Христина Головко приєднується до музичного гурту брата Богдана та його друга Олега Тимошика, які запрошують дівчину на одну з репетицій аби вона підіграла на фортепіано кілька пісень. Однак процес складається так, що Христина починає співати, і музиканти вирішують спробувати взяти її на один концерт. Раніше хлопці грали лише інструментальну музику. Після довгих спроб та пошуків Христина починає вливатись у колектив та пропонує свою поезію, як тексти пісень, починається довга та клопітка робота над пошуком себе. Музиканти втрьох пишуть пісні до альбому "Пристані". Робота над альбомом триває з весни до кінця літа 2014 року. 
9 листопада 2014 року світ побачив альбом "Пристані". Також альбом встиг зазвучить в ефірах багатьох радіостанцій серед яких "Львівська Хвиля", "FM Галичина", "Радіо Аристократи" ("Ранкове шоу"), "Громадське радіо" ("Громадська хвиля"), радіо "Ера" ("Студія вихідного дня" та "Пора року" Андрія Куликова). Альбом PIANO "Пристані" отримав американську музичну премію "The Akademia Music Awards". Також гурт презентує пісні "Пристані" та "Покатай мене по Україні". Слова пісні "Покатай мене по Україні" були написані Богданом Головко. Гурт концертує із сольними та фестивальними виступами. Були учасники фестивалів "Woodstock Україна", "Файне місто", "Respublica", "Бандерштат", "Ї", "Країна Мрій".

### 2015 рік
Гурт активно розвивається і концертує містами України. Після вдалих зимових та весняних концертів гурт починають запрошувати на різні фестивалі, слухацька аудиторія щодня збільшується.
22 березня PIANO грає у Львові на запрошення Сергія "Колоса" Мартинюка — лідера гурту "Фіолет", в межах його всеукраїнського туру "Як я живу".
16 квітня гурт вирушає у свої перші триденні концертні мандри до Вінниці, Черкас та Тернополя.
21 травня на берлінському RadioCORAX транслюють розмову з Христиною Головко.
5 червня музиканти вперше виступають у Києві з сольним концертом. Шанувальники гурту ще довго не хотіли відпускати музикантів зі сцени "Apelsin magic café". Як наслідок, два виходи "на біс".
7 червня у львівському мистецькому центрі "Грушевський cinemajazz" пройшов концерт з аншлагом у рідному Львові.
27 червня PIANO виступає у парку імені Івана Франка (Львів) на благодійному проекті "Шафа" таким чином допомагаючи зібрати близько 400 кілограмів різного одягу, взуття тощо.
1 липня в ефірі радіостанції "Джем ФМ", в межах нового шоу "Селекція", що створюється спільно з інтернет-платформою cultprostir.ua, відбулася презентація львівського гурту PIANO. 
Після виступу на фестивалі "Файне місто" у Тернополі гурт запрошують до міста Кам'янець-Подільський на ще один фестиваль "Respublica".9 серпня гурт виступає у Свіржі на головній сцені фестивалю "WoodstockUkraine".

### 2016-2017 роки
Продовжується активна концертна діяльність гурту обласними та районними центрами України. Гурт бере участь у фестивалях "Файне Місто", "Ше" та інших. Паралельно йде робота над новим альбомом "Знаки". 2016 року у світ вийшов перший сингл з цього альбому - "Море води"
У лютому 2017 року група видає другий сингл до нового альбому у супроводі оркестру "Поговори зі мною". Композиція написана вокалісткою групи Христиною Головко та гітаристом Олегом Тимошиком. До запису та створення пісні долучилась команда з понад 30 музикантів.
Третій сингл до нового альбому отримав назву "Темна зима" та вийшов 31 лютого 2018 року.

### 2018 рік, альбом "Знаки"
31 квітня 2018 року музиканти видають повноформатний альбом "Знаки", куди входять 12 композицій . Остання композиція альбому "Знаки" це - вірш складений з назв усіх пісень альбому, та начитаний під музику гітаристом групи Олегом Тимошиком. З яким одразу відправляються в тур містами України.

### 2019-2021
Протягом 2019 року гурт продовжує свою концертну діяльність зі своїм альбомом "Знаки" паралельно напрацьовуючи новий матеріал. Гурт бере участь в дає концерти в Чернівцях, Києві, Червонограді.  

### 2021-дотепер
У 2021 році Богдан з Христиною приймають рішення про зміну назви гурту на "Пристані" і починають концертну діяльність під новою назвою. 

## Склад
- Христина Головко — вокал (2012 — до сьогодні)
- Богдан Головко — гітара (2008 — до сьогодні)
- Олег Тимошик — гітара (2008 — 2020)

## Дискографія
Міні-альбоми
- 2014 — "Пристані"
- 2016 — сингл "Море води"[10]
- 2017 — сингл "Поговори зі мною" (у супроводі оркестру)[12]
- 2017 — [Official Video 2017]  на пісню "Поговори зі мною"[11]
- 2017  Альбом "Знаки" 2018[15]
- 2019 - сингл "Любов"

## Хронологія
2013
- Участь у фестивалях: "Lviv Acoustic Fest".

2014
- Участь у фестивалях: "Полярна зірка", "Ше.Fest", "Lviv Acoustic Fest".
- 9 листопада світ побачив дебютний ЕР-альбом "Пристані".

2015
- Участь у фестивалях: "Ї", "Файне місто", "Бандерштат", "Woodstock Ukraine", "Respublica", "Ше"-фест, Імпульс-фест.
- Концерти у близько двадцяти обласних центрах України: Івано-Франківську, Рівному, Львові, Вінниці, Черкасах, Києві, Чернівцях, Харкові а також декілька у невеликих містечках — Костополі, Кременці, Славську.